# 堂前英男
堂前 英男（どうまえ ひでお、1975年10月15日 - ）は、男性のフリーアナウンサー。株式会社VOICE TRUST代表取締役社長。東京都出身。

## 来歴・人物
身長167cm、体重58kg、血液型B型。
1999年12月より北嶋興に弟子入りし公営競技やスポーツ中継の実況を中心に活動。
2017年12月より独立し「株式会社VOICE TRUST」代表に就任。
レースやスポーツ実況を担当するほか、ゲーム『実況パワフルプロ野球』シリーズの実況を担当している。
2020年10月30日、フリーアナウンサーの井上英里香と結婚した。

## 担当番組
- 予想トーク番組 WINWIN LIVE戸田（2020年4月2日 - 、 ボートレース戸田 公式YouTubeチャンネル） - 司会[2]
- オートレース（川口・伊勢崎・飯塚担当。過去に船橋（廃止）[注 1]も担当していた）[注 2] - 実況
- 高校野球中継（毎年7月開催の選手権地方大会、東京・埼玉・群馬） - 実況
- 都市対抗野球大会（GAORA → J SPORTS）
- 立川競輪中継（加奈山翔が他場担当時に、リポートを担当） - 実況
- BOAT RACEプレミア（ビッグレース中継、地上波・BSフジ→BSテレ東等） - 実況

## 過去の担当番組
- 戸田競艇実況
- 高校ラグビー埼玉県大会中継
- 東京六大学野球実況中継（スカイ・A sports＋）
- 高校野球東東京・西東京大会中継（東京MXテレビ）
- 女子キックボクシング（スカイ・A sports+）
- スカイ・Aスタジアム LIVE 楽天わしづかみ（スカイ・A sports+）
- 横浜DeNAベイスターズ戦中継（AbemaTV）
- JLCニュース BOATRACE TIME司会（火曜日）
- BOAT RACEライブ 〜勝利へのターン〜→BOAT RACEプレミア〜ハートビートボート〜 (BSフジ、 2011年4月 - 2021年3月)
- BACHプラザ（2003年1月 - 2023年3月、テレビ埼玉） - 司会

## その他
- 「パチンコCRオートレース〜スピードスター★森且行!～」[4]　実況

## テレビゲーム
いずれも実況として声の出演である。
- 実況パワフルプロ野球シリーズ(コナミデジタルエンタテインメント)
  - 実況パワフルプロ野球2010
  - 実況パワフルプロ野球2011・2011決定版
  - 実況パワフルプロ野球2012・2012決定版
  - 実況パワフルプロ野球2013
  - 実況パワフルプロ野球2014
  - 実況パワフルプロ野球 (スマートフォン)
  - 実況パワフルプロ野球2016
  - 実況パワフルプロ野球サクセススペシャル
  - 実況パワフルプロ野球2018
  - 実況パワフルプロ野球 (Nintendo Switch版1作目)
  - eBASEBALLパワフルプロ野球2020
  - eBASEBALLパワフルプロ野球2022
  - WBSC eBASEBALLパワフルプロ野球
  - パワフルプロ野球2024-2025
- 熱闘!パワフル甲子園(同上)
- パワプロクンポケットR(同上)